# Algeriets herrlandslag i fotboll
Algeriets herrlandslag i fotboll (smeknamn: Les Fennecs) representerar Algeriet i herrfotboll. Algeriet har deltagit i fyra VM-slutspel: 1982, 1986, 2010 och 2014, då de för första gången lyckades gå vidare från gruppspelet till åttondelsfinal. År 1990 vann landet Afrikanska mästerskapet efter att ha besegrat Nigeria i finalen med 1-0, och har dessutom spelat i Afrikanska mästerskapet ytterligare 18 gånger.
Laget spelade sin första match hemma 1930, då Algeriet ännu var en fransk besittning, och föll med 1-2 mot franska B-landslaget.

## VM
Algeriet deltog i VM-slutspelet såväl 1982, 1986, 2010 och 2014. 1982 års turnering inledde algerierna sensationellt då man slog storfavoriten och blivande finalisterna Västtyskland med 2–1 i Gijón. Den påföljande matchen förlorades mot Österrike med 2–0. I den sista gruppspelsomgången vann laget över Chile med 3–2, och dagen efter slog Västtyskland Österrike med 1–0. Utfallet av detta blev att Västtyskland, Österrike och Algeriet alla slutade på fyra poäng (medan chilenarna inte mäktade med några poäng alls). Algeriet slogs ut på sämre målskillnad än de två konkurrenterna.
I Mexiko-VM 1986 lyckades laget inte lika bra. Efter 1–1 i öppningsmatchen mot Nordirland följde förluster mot Brasilien (0–1) och Spanien (0–3). Algeriet slutade därmed sist i gruppen och var utslaget.
Efter en lång svacka var Algeriet med igen i VM 2010 då man bl.a. slagit ut Egypten i kvalet. Första matchen förlorades med 0–1 mot Slovenien efter en målvaktstavla. Efter 0–0 mot England var man tvungen att slå USA att gå till åttondelsfinal. Algeriet föll dock med 0–1 efter ett mål i sista minuten och Algeriet slutade sist och blev tillsammans med Honduras de enda lagen som inte gjorde mål.
I VM i Brasilien 2014 gick man för första gången vidare från gruppspelet. Efter förlust med 1–2 mot Belgien besegrade man Sydkorea med 4–2 och spelade 1–1 mot Ryssland. Algeriet spelade därefter åttondelsfinal mot Tyskland. Matchen gick till förlängning, och där var det Tyskland som drog det längsta strået efter att ha vunnit med 1–2, men algerierna gjorde trots det en heroisk insats. Tyskland skulle senare gå och vinna hela turneringen.

## Afrikanska mästerskapet
Framgångarna i Afrika har varit större än i VM. Man har varit med 13 gånger i afrikanska mästerskapet.

## 1960-talet
År 1968 kvalade landet för första gången in till Afrikanska mästerskapet men nådde inga framgångar. Efter två förluster mot Elfenbenskusten (0-3) och Etiopien (1-3) var chansen till semifinalspel borta och den avslutande 4-0-segern mot Uganda var förgäves. Algeriet slutade trea i gruppen och var utslaget.

## 1970-talet
Under 1970-talet lyckades Algeriet inte nå några större framgångar i Afrikanska mästerskapet. Man kvalade inte in till någon cup på 1970-talet. Men en stor höjdpunkt över hela kontinenten var att Algeriet förlorade med hela 8-0 mot grannlanden Marocko, men sedan jobbade ikapp och fick 2-0 borta i Rabat.

## 1980-talet
Under 1980-talet nådde Algeriet mycket stora framgångar då man kvalade in till varje afrikansk cup. I turneringen 1980 spelade laget oavgjort med Ghana och vann två uddamålsvinster mot grannlandet Marocko och mot Guinea. I semifinalen slog man ut Egypten på straffar men förlorade klart med 0-3 mot Nigeria i finalen. I 1982 års turnering vann man mot Zambia med 1-0 och Nigeria med 2-1 men man fick bara oavgjort mot Etiopien. I semifinalen åkte man ut mot Ghana efter förlängning. År 1984 vann man mot Ghana och Malawi, samt spelade oavgjort mot Nigeria. I semifinalen slogs man ut på straffar av Kamerun men vann sedan bronsmatchen mot Egypten. I turneringen 1986 tog Algeriet två poäng men det räckte bara till en tredjeplats i gruppen. 1988 slog man Zaire med 1-0, spelade oavgjort mot Elfenbenskusten och förlorade mot Marocko men gick vidare. I semifinalen åkte man ut på straffar mot Nigeria. I bronsmatchen slog man Marocko på straffar.

## 1990-talet
1990 vann Algeriet alla matcher i gruppen och i semin och finalen slog man Senegal respektive Nigeria. 1992 förlorade man med 0-3 mot Elfenbenskusten och då räckte inte 1-1 mot Kongo. 1994 använde Algeriet en avstängd spelare och missade därmed Afrikanska mästerskapet för första gången sedan 1978. Men 1996 kom man tillbaka, och spelade oavgjort mot Zambia och slog Sierra Leone och Burkina Faso. I kvartsfinalen åkte man ut mot Sydafrika. 1998 gjorde Algeriet en stor miss då man åkte ut efter tre raka förluster mot Kamerun, Guinea och Burkina Faso.

## 2000-talet
2000 spelade Algeriet oavgjort mot Kongo DR och Sydafrika och slog Gabon med 3-1. I kvartsfinalen åkte man ut mot Kamerun. 2002 fick man bara en poäng mot Liberia och förlorade mot Nigeria(0-1) och Mali(0-2). 2004 gick det något bättre. Man började obesegrat med 1-1 mot Kamerun. I nästa match slog man Egypten med 2-1. I den sista matchen gick det sämre, man förlorade med 1-2 mot Zimbabwe, men man gick vidare. I kvartsfinalen ledde man med 1-0 mot Marocko men det blev 1-1, för Marockos kvittering kom på övertid. I förlängningen förlorade man med 1-3. Algeriet förlorade mot Gabon hemma, Nigeria hemma och borta och Angola borta och missade därmed Afrikanska mästerskapet 2006.

## 2010-talet
Efter ha missat 2006 och 2008 var Algeriet tillbaka 2010. Det började uselt för Algeriet med storförlust i första matchen med 0-3 mot Malawi. I nästa match vann man med 1-0 mot Mali och då räckte oavgjort i nästa match mot Angola om Mali slog Malawi. Tack vare vinsten såg det ut som att Algeriet hade hopp om kvartsfinalbiljett. I nästa match spelade man 0-0 mot Angola och det räckte för att gå vidare till kvartsfinal där Elfenbenskusten fick utmana. Elfenbenskusten gjorde 0-1 men Algeriet gjorde 1-1 före halvtid. I övertid gjorde Elfenbenskusten 1-2 och då såg det ut som om Algeriet skulle förlora. Men Majid Bougherra sköt matchen till förlängning genom 2-2 och efter ett par minuter in i förlängningen gjorde Algeriet 3-2. Algeriet skrällvann med 3-2 och gick till semifinal. Algeriets landslag hade inte varit i semifinal sedan 1990, på 20 år hade Algeriet kommit högst till kvartsfinal. Algeriet mötte ärkerivalen Egypten som man ett par månader tidigare hamnat i konflikt med. Algeriet hade absolut ingen chans mot Egypten och fick bl.a. 3 utvisningar samt förlorade med 0-4. Bronsmatchen mot Nigeria förlorade man också (0-1). Kvalet till 2012 har börjat uselt. Efter bara 1-1 mot Tanzania hemma förlorade man mycket sensationellt mot ett av Afrikas sämsta lag Centralafrikanska republiken med 0-2 borta.